# Гюнтер фон дер Форст
Гюнтер фон дер Форст (нім. Günther von der Forst; 17 грудня 1897, Бад-Дрібург — 24 березня 1982, Берхтесгаден) — німецький військово-морський діяч, контрадмірал крігсмаріне (1 квітня 1944).

## Біографія
3 січня 1916 року вступив добровольцем на флот. Освіту здобув у військово-морському училищі в Мюрвіку (1916) і на важкому крейсері «Кайзерін Августа». Служив на торпедоносцях. 10 січня 1919 року демобілізований, але 31 липня знову повернувся на службу. З 28 жовтня 1921 року — ротний офіцер корабельної кадрованої дивізії «Нордзе». З 15 лютого 1922 року — ад'ютант на крейсері «Берлін», з 3 жовтня 1923 року — офіцер зв'язку у Вільгельмсгафені. З 1 жовтня 1925 року — вахтовий і артилерійський офіцер 2-й півфлотилії міноносців. 26 вересня 1927 року переведений референтом Управління бойової підготовки Морського керівництва. З 30 вересня 1929 року — командир міноносця Т-153, з 6 лютого 1930 року — Т-156. З 26 вересня 1931 року — прапор-лейтенант 1-ї флотилії міноносців і командир міноносця Т-196. З 25 вересня 1933 року — прапор-лейтенант штабу командувача міноносцями. 2 жовтня 1933 року переведений в розпорядження інспекції з бойової підготовки. З 22 жовтня 1937 року — 1-й офіцер, з 7 травня 1938 по 7 березня 1940 і з 6 травня по 9 червня 1940 року — командир посильного судна «Грілло». Учасник операції «Везерюбунг». С 8 березня по 5 травня 1940 року — офіцер зв'язку ВМС при ОКГ. 20 червня 1940 року призначений начальником штабу адмірала в Південній Норвегії, а вже 19 липня — командувачем морською обороною Ставангера. З 1 червня 1941 року — морський комендант «Т» (повинен був після захоплення Мурманська очолити створену там комендатуру). З 11 грудня 1941 року — обер-квартирмейстер штабу командувача-адмірала в Норвегії. 6 листопада 1942 року переведений в розпорядження командувача-адмірала військово-морської станції «Остзе», а потім — адмірала в Егейському морі, з 1 лютого 1943 року — начальник штабу. 4 листопада 1943 року переданий в розпорядження начальника Командування групи ВМС «Остзе», з 2 травня 1944 року — начальник штабу. 23 липня 1945 року взятий в полон союзниками. 2 грудня 1946 року звільнений.

## Нагороди
- Залізний хрест
  - 2-го класу (1918)
  - 1-го класу (24 березня 1918)
- Фландрійський хрест із застібкою «Морська війна»
- Почесний хрест ветерана війни з мечами (грудень 1934)
- Медаль «За вислугу років у Вермахті» 4-го, 3-го і 2-го класу (18 років; 2 жовтня 1936) — отримав 3 нагороди одночасно.
- Орден Корони Італії, офіцерський хрест (29 вересня 1937)
- Орден Заслуг (Угорщина), командорський хрест (22 серпня 1938)
- Застібка до Залізного хреста
  - 2-го класу (10 листопада 1939)
  - 1-го класу (6 червня 1940)
- Медаль «У пам'ять 1 жовтня 1938 року» (20 грудня 1939)
- Нагрудний знак мінних тральщиків (30 листопада 1940)
- Хрест Воєнних заслуг
  - 2-го класу з мечами (20 квітня 1943) — нагороджений заднім числом.
  - 1-го класу з мечами (1 січня 1943)